# 泉谷駿介
泉谷 駿介（いずみや しゅんすけ、Shunsuke IZUMIYA、2000年1月26日 - ）は、日本の陸上競技選手。
専門は110mハードル、三段跳、走幅跳。2020年東京オリンピック、2022年世界陸上競技選手権大会の110mH日本代表。110mHの自己ベストは13秒04。

## 経歴
横浜市立緑が丘中学校、武相高等学校、順天堂大学スポーツ健康科学部卒業、住友電工所属

### 中学生まで
小学校ではサッカーをしていたものの、「当時はあまり好きではなく、途中で飽きてしまった」と本人は語っている。
横浜市立緑が丘中学校への進学を機に陸上競技を始める。最初は短距離走を取り組んでいたが、1年時と2年時は補欠だった。3年時には出場枠が余っていた四種競技に取り組むも、県大会には到底届かないレベルだった。当時一番得意としていた種目は走高跳。

### 高校時代

#### 2015年（1年時）
武相高等学校に進学。入学当初は走高跳に種目を絞り、1m94の自己ベストを記録。また、秋頃には練習メニューの一環として始めた三段跳でも潜在能力の高さを示していたという。
冬季に学内開催の混成競技会に出場すると、ハードル走や、中学時代に苦手としていた砲丸投でも好成績を記録。身体が大きくなり、筋肉もついてきたことから確かな手応えを感じ、八種競技への本格参戦を決意をした。

#### 2016年（2年時）
八種競技本格参戦から僅か数ヶ月にもかかわらず、インターハイ予選では、神奈川県大会で3位、南関東大会を5416点の3位と順調に突破。個人としては初となる全国大会出場の切符を獲得する。
全国高等学校総合体育大会では 表彰台を目指し奮闘するも、5342点の14位に沈む。当時の悔しさは今もなお覚えており、これを機に今まで以上に厳しい練習に取り組むようになったという。

#### 2017年（3年時）
神奈川県大会から八種競技で高校歴代7位（当時）の5815点を記録。また、三段跳でも15m69（+0.4m/s）と好記録を残し、神奈川県高校記録を42年ぶりに更新した。続く南関東大会では、八種競技で武相高校のチームメイトである原口凛が5772点を記録し泉谷は2位に。また、三段跳では15m06（+0.6m/s）で3位と両種目で全国大会への出場を決めるも、本人としては悔しい結果に終わる。
リベンジを誓った全国高等学校総合体育大会では、八種競技で高校歴代6位（当時）の5916点で優勝。チームメイトの原口凛も5827点で2位に入り、ワン・ツーを達成する。また、三段跳でも八種競技の疲れが残る中、15ｍ16（+1.7/s）と3位入賞を果たした。
国民体育大会では三段跳と110mH（0.991m）の神奈川県代表として出場。三段跳は4位に終わるも、110mHでは13秒51（-0.1）の好記録で3位入賞。この頃から、ハードル選手としても開花の兆しを見せる。10月の横浜市選手権では、110mH（1.067m）で高校歴代4位（当時）となる13秒93を記録。雨の中大幅に自己ベストを更新した。

### 大学時代〜

#### 2018年（1年時）
順天堂大学に進学。大学進学にあたり種目選択に迷ったものの、考えた末に、自分の好きな種目である三段跳をメインに、走幅跳と110mHも並行して取り組むことを決意。跳躍ブロックとして陸上競技部に入部する。入学当初は三段跳、走幅跳の出場枠が埋まっていたことから、春先の大会は主に110mHへ出場。水戸招待陸上では向風4.0mの中、14秒05のセカンドベスト（当時）を記録し優勝を果たす。また、関東学生陸上競技対校選手権大会でも順調に駒を進め、決勝では高校記録保持者・U20日本記録保持者（当時）である古谷拓夢に途中まで先行するも、強い追い風にバランスを崩して転倒し、失格となった。
6月には、個人では初となる日本陸上競技選手権大会に110mHで出場。14秒20（+0.7m/s）で予選落ちとなった。
7月にはフィンランドで開催された2018年世界U20陸上競技選手権大会に110mH（0.991m）で出場。決勝では、U20日本歴代3位（当時）となる13秒38（+0.3/s）を記録し、ジャマイカ勢の2選手に次ぐ3位入賞を果たした。
9月の日本学生陸上競技対校選手権大会においても110mHに出場。予選からU20日本歴代2位（当時）となる13秒77（-1.1m/s）を記録。決勝でも13秒75（-1.1m/s）の自己ベストを記録し、1年生ながら優勝を果たした。
10月のU20日本陸上競技選手権大会では、110mH（0.991m）と三段跳の2種目に出場。110mHでは13秒19（-0.6m/s）のU20アジア新記録・日本新記録で優勝。また、三段跳でも15m89（+1.5m/s）の自己記録を記録し2冠を達成した。

#### 2019年（2年時）
3月の学内競技会で初戦ながらU20日本記録（当時）となる13秒60を記録。4月には13秒55、5月のゴールデングランプリ陸上では追い風参考ながら当時の日本記録を大幅に上回る13秒26（+2.7）を記録し、好調ぶりを発揮する。
5月末の関東学生陸上競技対校選手権大会では、110mH、三段跳、走幅跳という異例の3種目出場。前者2種目で2冠を達成。三段跳では16m08（+2.0）を記録し、16mジャンパーの仲間入りを果たす。
第103回日本陸上競技選手権大会では、日本記録保持者（当時）の高山峻野と接戦の末、同タイム着差ありの13秒36（-0.6）で2位に入賞。当時の日本タイ記録、学生新記録、U20日本最高記録を樹立。。
8月の学内競技会で100mに出場し、10秒37（+0.7）の自己記録を更新。スプリントでもハイレベルという高スペックぶりからか、SNSでは高山峻野選手を筆頭としたトップハードラーより、皮肉混じりの賛辞コメントが送られている。
9月の日本学生陸上競技対校選手権大会では、110mH、三段跳、走幅跳、4×100mRの4種目でエントリー。走幅跳では自己記録となる7m92（+0.0）で3位に入賞。直後の4×100mRでも1走で出走するが、本レースで右太腿裏の肉離れを起こしてしまう。
ドーハ世界選手権で金井大旺、高山峻野とともに男子110mハードルの代表に選出されていたが、上記怪我の影響もあり、泉谷は予選を欠場する形となった。

#### 2020年（3年時）
3月の日本陸上競技選手権大会・室内競技で男子60mHに出場。予選では同組の金井大旺に先行されるも、日本記録（当時）となる7秒68を記録。
COVID-19による大会延期も相まって、7月の東京選手権で屋外初戦を迎える。走幅跳では自己記録タイの7m92を記録。
その後の学内競技会で肉離れを起こしてしまい、リハビリを経て10月に延期されていた第104回日本陸上競技選手権大会がシーズン最終戦となる。復帰戦ながら決勝では13秒48（−0.1）を記録し、3位入賞を果たす。

#### 2021年（4年時）
大学4年になる直前の3月17日、日本陸上競技選手権大会・室内競技で男子60mHに出場し、予選で室内日本新の7秒56を出し、決勝でその記録をさらに0.06秒短縮する7秒50で優勝。この記録は今季世界リスト4位、アジア歴代2位。
2021年の東京オリンピック陸上競技代表選考会となった第105回日本陸上競技選手権大会（長居スタジアム）での男子110mハードル決勝で日本人初の13秒0台となる13秒06の日本新記録（アジア歴代第2位）を樹立して優勝、オリンピック代表の座を手中にした。
2020年東京オリンピック陸上男子110m障害では、金井大旺とともに1964年東京オリンピックの安田寛一以来57年ぶりに準決勝に進出したが、13秒35で準決勝3組3着となり決勝進出はならなかった。

### 社会人〜

#### 2023年（社会人2年目）

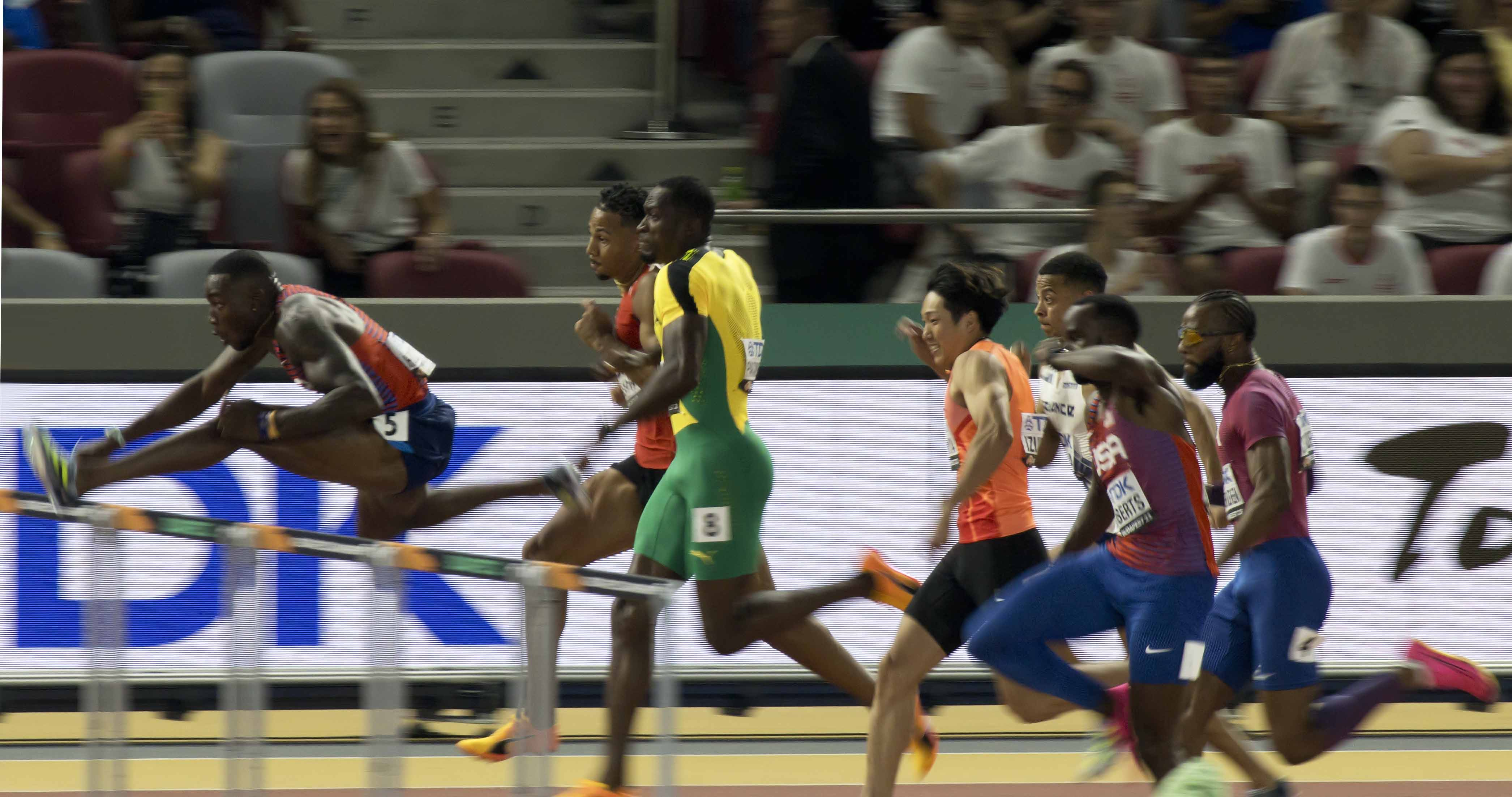
2023年世界選手権110メートルハードル決勝での泉谷（右から4人目）

5月末のゴールデングランプリ陸上では、シーズン2戦目ながら13秒07（+0.8）と自身2度目となる13秒00台を記録。続く6月の第107回日本陸上競技選手権大会（長居スタジアム）では、13秒04（-0.9）の日本新記録で3連覇を果たし、大会MVP兼2023年世界陸上競技選手権大会の出場内定となった。
6月末に行われたダイヤモンドリーグ（第6戦）では、13秒22（-1.0）で初出場ながら優勝。トラック競技において日本人選手が本大会を制するのはこれが史上初であり、歴史的快挙を成し遂げる。
7月末に行われたダイヤモンドリーグ（第10戦）では、米国のグラント・ホロウェイと接戦を繰り広げ、13.06（+1.3）で2位へと食い込んだ。
8月に行われた2023年世界陸上競技選手権大会では、日本勢史上初の決勝に進出。13秒19を記録し、5位入賞となった。
9月には日本勢初となるダイヤモンドリーグ最終戦に選出され、13秒10（+0.9）の4位となった。
9月23日に行われた全日本実業団対抗陸上競技選手権大会では走幅跳に出場し、8m10（-0.4）の自己ベストを記録、2連覇を成し遂げた。

#### 2024年
2024年パリオリンピックの陸上競技陸上男子110メートルハードルでは、準決勝まで進出し、3組目に出場したが13秒32のタイムで3着となり、全体9位で決勝には進めなかった。

## 国際大会
| 年   | 大会                         | 会場       | 結果 | 種目              | 記録   | 備考         |
| ---- | ---------------------------- | ---------- | ---- | ----------------- | ------ | ------------ |
| 2018 | 世界U20陸上競技選手権大会    | タンペレ   | 3rd  | 110mH （99.0 cm） | 13秒38 |              |
| 2019 | 夏季ユニバーシアード         | ナポリ     | 3rd  | 110mH             | 13秒49 |              |
| 2023 | ダイヤモンドリーグ           | ローザンヌ | 1st  | 110mH             | 13秒22 |              |
| 2023 | ダイヤモンドリーグ           | ロンドン   | 2nd  | 110mH             | 13秒06 |              |
| 2023 | 2023年世界陸上競技選手権大会 | ブダペスト | 5th  | 110mH             | 13秒19 | 日本勢初入賞 |
| 2023 | ダイヤモンドリーグ           | ユージーン | 4th  | 110mH             | 13秒10 |              |
| 2025 | 世界室内陸上競技選手権大会   | 南京       | 4th  | 走幅跳            | 8m21   |              |

## 自己ベスト
| 種目                   | 記録   | 風速 | 開催場所              | 年月日         | 備考           |
| ---------------------- | ------ | ---- | --------------------- | -------------- | -------------- |
| 60mハードル            | 7秒50  |      | 日本 大阪府大阪市     | 2021年3月17日  | 日本記録       |
| 110ｍハードル          | 13秒04 | -0.9 | 日本 大阪府大阪市     | 2023年6月4日   |                |
| 110mハードル（99.0cm） | 13秒19 | -0.6 | 日本 愛知県名古屋市   | 2018年10月19日 | U-20アジア記録 |
| 走幅跳                 | 8m21   | 0.0  | 中国 江蘇省南京市     | 2024年9月22日  |                |
| 三段跳                 | 16m08  | +2.0 | 日本 神奈川県相模原市 | 2019年5月26日  |                |

## 参照資料
1. 1 2  “泉谷 駿介”.   日本陸上競技連盟. 2021年5月9日閲覧。
2. 1 2  “泉谷 駿介”. 日本陸上競技連盟.
3. ↑  泉谷駿介 [@izumiya12388] (27 October 2019). “今年も自己ベストを出せてよかった”. X（旧Twitter）より2020年3月3日閲覧.
4. 1 2 3 4 5  “【インターハイに挑む】陸上　泉谷駿介（神奈川・武相）　完璧な試合で２冠だ！”. 高校生新聞ONLiNe. (2017年7月28日) 2021年5月9日閲覧。
5. 1 2 3 4 5 6 7  “【誌面転載】Athlete Feature泉谷駿介（順大）”. 月陸Online. (2019-06-
14 エラー: 日付が正しく記入されていません。（説明）) 2021年5月9日閲覧。 {{cite news}}: |date=の9文字目に改行が入力されています。 (説明); |date=の日付が不正です。 (説明)⚠⚠
6. ↑  “平成29年度関東高等学校陸上競技大会　北関東・南関東地区予選会　兼　秩父宮杯第70回全国高等学校陸上競技対抗選手権大会　結果”. 2021年5月9日閲覧。
7. ↑  “平成29年度全国高等学校総合体育大会 秩父宮賜杯第70回全国高等学校陸上競技対校選手権大会 結果”. 2021年5月9日閲覧。
8. ↑  “第72回 国民体育大会 結果”. 2021年5月9日閲覧。
9. ↑  “第97回関東学生陸上競技対校選手権大会 結果”. 2021年5月9日閲覧。
10. ↑  “第102回 日本陸上競技選手権大会　結果”. 2021年5月9日閲覧。
11. ↑  “【U20世界選手権】3日目：泉谷駿介、U20日本歴代3位の快走見せ、男子110ｍHで銅メダル獲得！”. 日本陸上競技連盟公式サイト. (2018-07-
13 エラー: 日付が正しく記入されていません。（説明）) 2021年5月9日閲覧。 {{cite news}}: |date=の9文字目に改行が入力されています。 (説明); |date=の日付が不正です。 (説明)⚠⚠
12. ↑  “第87回日本学生陸上競技対校選手権大会　結果”. 2021年5月9日閲覧。
13. ↑  “第34回U20日本陸上競技選手権大会　結果”. 2021年5月9日閲覧。
14. ↑  “【アーカイブ】セイコーゴールデングランプリ陸上2019大阪・男子110mH”
15. ↑  “日本タイ記録・学生新記録 達成【第103回日本選手権】男子110mH 2位　泉谷駿介（順天堂大・神奈川）コメント110mH”
16. ↑  “泉谷 駿介 Tweet 2019-8-10”
17. ↑  “泉谷、肉離れで欠場＝世界陸上”. 時事ドットコムニュース. (2019年10月1日) 2020年3月3日閲覧。
18. ↑  “順大・泉谷駿介が男子60ｍＨで室内日本新Ｖ！ アジア室内歴代２位の７秒50／日本選手権室内”. 月刊陸上競技. (2021年3月17日) 2024年1月4日閲覧。{{cite news}}:  CS1メンテナンス: 先頭の0を省略したymd形式の日付 (カテゴリ)
19. ↑  “万能・泉谷駿介、越えられぬ世界の壁　110m障害、決勝ならず”. 毎日新聞 2021年8月4日閲覧。
20. ↑  “泉谷駿介　準決勝敗退「現実を受け入れられない感じ」　連続でハードル接触　決勝ライン0秒03届かず”. Sponichi Annex 2021年8月4日閲覧。
21. ↑  “陸上の泉谷がダイヤモンドリーグ日本男子初Ｖ”
22. ↑  “男子110mハードル 村竹ラシッド 日本選手初の決勝へ パリ五輪”. NHK 2024年8月8日閲覧。